# Literaturjahr 1990
Liste der Literaturjahre

◄◄ | ◄ | 1986 | 1987 | 1988 | 1989 | Literaturjahr 1990 | 1991 | 1992 | 1993 | 1994 | ► | ►►

Weitere Ereignisse

## Ereignisse
- 27. März: In London wird das Sherlock Holmes Museum eröffnet.
- 27. November: In seiner Mutzenbacher-Entscheidung zur Auslegung der Kunstfreiheitsgarantie des deutschen Grundgesetzes stellt das Bundesverfassungsgericht fest, dass auch Pornographie Kunst sein könne.

### Literaturpreise
Nobelpreis
- Literaturnobelpreis: Octavio Paz[1]

national
- Friedenspreis des deutschen Buchhandels: Karl Dedecius
- Ingeborg-Bachmann-Preis: Birgit Vanderbeke, Das Muschelessen

international
- Booker Prize: A. S. Byatt, Possession: A Romance
- Bill Duthie Booksellers’ Choice Award: Western Canada Wilderness Committee, Carmanah
- Floyd S. Chalmers Award in Ontario History: R.D. Gidney, W.P.J. Millar, Inventing Secondary Education: The Rise of the High School in Nineteenth Century Ontario
- Georg-Brandes-Preis: Jens Andersen, Thit – den sidste valkyrie
- Hubert Evans Non-Fiction Prize: Philip Marchand, Marshall McLuhan: The Medium and the Messenger
- Journey Prize: Cynthia Flood, My Father Took a Cake to France
- Kritikerprisen (Dänemark): Gynther Hansen, Danskerne
- Kritikerprisen (Norwegen): Paal-Helge Haugen, Meditasjonar over Georges de La Tour
- Premio Campiello: Sebastiano Vassalli, La chimera
- Premio Nadal: Juan José Millás, La soledad era esto
- Premio Strega: Sebastiano Vassalli, La chimera
- Prix Goncourt: Jean Rouaud, Les Champs d'honneur
- Pulitzer Prize for Drama:  August Wilson, The Piano Lesson
- Pulitzer Prize for Fiction: Oscar Hijuelos,  The Mambo Kings Play Songs of Love
- Pulitzer Prize for Poetry: Charles Simic, The World Doesn't End
- Roderick Haig-Brown Regional Prize: Western Canada Wilderness Committee, Carmanah
- Søren-Gyldendal-Preis: Søren Mørch
- Trillium Book Award: Alice Munro, Friend of My Youth
- Weekendavisens litteraturpris: Peter Seeberg, Rejsen til Ribe
- William-Dean-Howells-Medaille: E. L. Doctorow, Billy Bathgate

#### Science-Fiction und Fantasy
- Nebula Award

- Ursula K. Le Guin, Tehanu: The Last Book of Earthsea, Tehanu, Kategorie: Bester Roman
- Joe Haldeman, The Hemingway Hoax, Der Schwindel um Hemingway, Kategorie: Bester Kurzroman
- Ted Chiang, Tower of Babylon, Der Turmbau zu Babel, Kategorie: Beste Erzählung
- Terry Bisson, Bears Discover Fire, Die Bären entdecken das Feuer, Kategorie: Beste Kurzgeschichte

- Hugo Award

- Dan Simmons, Hyperion, Hyperion, Kategorie: Bester Roman
- Lois McMaster Bujold, The Mountains of Mourning, Die Berge der Trauer, Kategorie: Bester Kurzroman
- Robert Silverberg, Enter a Soldier. Later: Enter Another, Erster Auftritt: Soldat. Darauf: Ein anderer, Kategorie: Beste Erzählung
- Suzy McKee Charnas, Boobs, Möpse, Kategorie: Beste Kurzgeschichte

- Locus Award

- Dan Simmons, Hyperion, Hyperion, Kategorie: Bester SF-Roman
- Orson Scott Card, Prentice Alvin, Der magische Pflug, Kategorie: Bester Fantasy-Roman
- Dan Simmons, Carrion Comfort, Die Kraft des Bösen, Kategorie: Bester Horror-Roman
- Allen Steele, Orbital Decay, Station der letzten Helden, Bester Erstlingsroman
- Lucius Shepard, The Father of Stones, Kategorie: Bester Kurzroman
- Orson Scott Card, Dogwalker, Kategorie: Beste Erzählung
- Orson Scott Card, Lost Boys, Kategorie: Beste Kurzgeschichte
- Pat Cadigan, Patterns, Kategorie: Beste Sammlung
- Gardner Dozois, The Year's Best Science Fiction: Sixth Annual Collection, Kategorie: Beste Anthologie

- Kurd-Laßwitz-Preis

- Wolfgang Jeschke, Midas, Kategorie: Bester Roman
- Werner Zillig, Siebzehn Sätze, Kategorie: Beste Erzählung
- Gisbert Haefs, Wanderlust, Kategorie: Beste Kurzgeschichte
- Lucius Shepard, Das Leben im Krieg, Kategorie: Bestes ausländisches Werk
- Irene Holicki, Kategorie: Bester Übersetzer
- Walter Froneberg (Oberbürgermeister der Stadt Wetzlar) für seine Unterstützung der Phantastischen Bibliothek Wetzlar, Sonderpreis

- Philip K. Dick Award

- Pat Murphy, Points of Departure

## Neuerscheinungen
Belletristik
- Ah, Süßes Geheimnis des Lebens – Roald Dahl
- Andere Freiheiten – Pier Vittorio Tondelli
- Axiomatic – Greg Egan
- Brazzaville Beach – William Boyd
- Der demokratische Terrorist – Jan Guillou
- Einsatz der Waffen – Iain M. Banks
- Franziskus oder Das zweite Memorandum – Peter Berling
- The Great Hunt – Robert Jordan
- Im Sommer abends um halb elf – Marguerite Duras
- In der Haut eines Löwen – Michael Ondaatje
- Indiana Jones und die Gefiederte Schlange – Wolfgang Hohlbein
- Indiana Jones und das Schiff der Götter – Wolfgang Hohlbein
- Der Koyote wartet – Tony Hillerman
- L.A. Confidential – James Ellroy
- Mokusei! – Cees Nooteboom
- Das Muschelessen – Birgit Vanderbeke
- Die Muschelsucher – Rosamunde Pilcher
- Mutterzunge – Emine Sevgi Özdamar
- Possession: A Romance – A. S. Byatt
- Schule für höhere Töchter – Amanda Cross
- Schwindel. Gefühle. – W. G. Sebald
- Die sprechende Maske – Tony Hillerman
- The Stand – Das letzte Gefecht – Stephen King
- Straferlaß – Patrick Modiano
- Der Tor aus Tokio – Sōseki Natsume (NA)
- Der Trödelladen in der Tsimiski – Kostoula Mitropoulou
- Tschewengur – Andrei Platonow
- Der vierte Kennedy – Mario Puzo
- Was sie trugen – Tim O’Brien
- Weiser Dawidek – Paweł Huelle
- Wer die Vergangenheit stiehlt – Tony Hillerman
- A World of Difference – Harry Turtledove

Drama
- Claus Peymann kauft sich eine Hose und geht mit mir essen – Thomas Bernhard

Kinder- und Jugendliteratur
- Mach auf die Tür, Jonathan – Nick Butterworth

Sachliteratur
- Der kleine Herr Hu. Ein Chinese in Paris – Jonathan Spence
- Die Letzten ihrer Art – Douglas Adams & Mark Carwardine
- Der Tod ist ein Meister aus Deutschland – Eberhard Jäckel und Lea Rosh
- Wisdomkeepers – Harvey Arden (Texte) und Steve Wall (Fotos)

## Geboren
- 27. Januar: Niviaq Korneliussen, grönländische Schriftstellerin
- 01. Februar: Eda Ahi, estnische Dichterin
- 07. März: Lara Elena Donnelly, US-amerikanische Schriftstellerin
- 31. März: Afonso Reis Cabral, portugiesischer Schriftsteller und Lyriker
- 05. Mai: Irene X, spanische Dichterin
- 12. Mai: Teresa Dopler, österreichische Dramatikerin
- 20. Juni: Mohamed Mbougar Sarr, senegalesischer Schriftsteller
- 27. Juli: Victoria Aveyard, US-amerikanische Jugendbuchautorin
- 17. August: Irene Solà, katalanische Schriftstellerin
- 03. Oktober: Kristjan Haljak, estnischer Dichter und Übersetzer
- 26. Oktober: Triin Paja, estnische Dichterin und Übersetzerin
- 18. Dezember: Sabah Sanhouri, sudanesische Schriftstellerin

### Genaues Datum unbekannt
- Livia Gerster, deutsche Journalistin und Autorin
- William Grill, britischer Illustrator und Kinderbuchautor
- Flurin Jecker, Schweizer Schriftsteller und Journalist
- Lisa Krusche, deutsche Schriftstellerin und Essayistin
- Julia Rothenburg, deutsche Schriftstellerin
- Cemile Sahin, deutsche Künstlerin und Schriftstellerin
- Nadine Schneider, deutsche Schriftstellerin
- Benjamin von Wyl, Schweizer Schriftsteller und Journalist

## Gestorben
- 08. Januar: Jaime Gil de Biedma, spanischer Dichter und Essayist (* 1929)
- 11. Januar: Orlando Mendes, mosambikanischer Schriftsteller (* 1916)
- 17. Januar: Manfred Künne, deutscher Schriftsteller (* 1931)
- 27. Januar: Henry Winterfeld, deutsch-US-amerikanischer Schriftsteller und Künstler (* 1901)
- 09. Februar: Heinz Grothe, deutscher Autor und Herausgeber (* 1912)
- 11. Februar: Ulrich Klever, deutscher Sachbuchautor und Journalist (* 1922)
- 18. Februar: Fermín Estrella Gutiérrez, argentinischer Schriftsteller (* 1900)
- 28. Februar: Kornel Filipowicz, polnischer Romanautor, Novellist, Drehbuchautor und Dichter (* 1913)
- 12. März: Philippe Soupault, französischer Dichter und Schriftsteller (* 1897)
- 17. März: Mikio Andō, japanischer Kinderbuchautor, Literaturkritiker und Hochschullehrer (* 1930)
- 26. März: Christian Meyer-Oldenburg, deutschsprachiger Science-Fiction-Autor (* 1936)
- 14. April: Martin Kessel, deutscher Schriftsteller (* 1901)
- 29. April: Max Bense, deutscher Philosoph, Schriftsteller und Publizist (* 1910)
- 06. Mai: Irmtraud Morgner, deutsche Schriftstellerin (* 1933)
- 28. Mai: Giorgio Manganelli, italienischer Schriftsteller, Essayist, Journalist und Literaturwissenschaftler (* 1922)
- 05. Juni: Frederick Nnabuenyi Ugonna, nigerianischer Linguist und Literaturwissenschaftler (* 1936)
- 28. Juni: Herbert Jobst, deutscher Schriftsteller (* 1915)
- 02. Juli: Silvina Bullrich, argentinische Schriftstellerin (* 1915)
- 06. Juli: Měrćin Nowak-Njechorński, sorbischer Maler, Publizist und Schriftsteller (* 1900)
- 22. Juli: Manuel Puig, argentinischer Schriftsteller und Drehbuchautor (* 1932)
- 05. August: Ivan Blatný, tschechischer Dichter und Schriftsteller (* 1919)
- 16. August: Annik Saxegaard, norwegische Schriftstellerin (* 1905)
- 20. August: Werner Lansburgh, deutscher Schriftsteller und Publizist (* 1912)
- 24. August: Sergei Donatowitsch Dowlatow, russischer Schriftsteller (* 1941)
- 25. August: Morley Callaghan, kanadischer Schriftsteller (* 1903)
- 26. September: Alberto Moravia, italienischer Schriftsteller (* 1907)
- 30. September: Michel Leiris, französischer Schriftsteller und Ethnologe (* 1901)
- 30. September: Patrick White, australischer Schriftsteller (* 1912)
- 12. Oktober: Nagai Tatsuo, japanischer Schriftsteller (* 1904)
- 24. Oktober: Ernst Zwilling, österreichischer Reiseschriftsteller (* 1904)
- 11. November: Giannis Ritsos, griechischer Schriftsteller (* 1909)
- 23. November: Roald Dahl, walisischer Schriftsteller (* 1916)
- 30. November: Hilde Spiel, Journalistin und Schriftstellerin (* 1911)
- 07. Dezember: Horst Bienek, deutscher Schriftsteller (* 1930)
- 09. Dezember: Anton Graf Bossi Fedrigotti, österreichischer Autor (* 1901)
- 14. Dezember: Friedrich Dürrenmatt, Schweizer Schriftsteller, Dramatiker und Maler (* 1921)
- 20. Dezember: Andrea Dunbar, britische Dramatikerin (* 1961)
- 23. Dezember: Pierre Gripari, französischer Schriftsteller (* 1925)
- 24. Dezember: Thorbjørn Egner, norwegischer Kinderbuchautor (* 1912)